# فوتودیود بهمنی

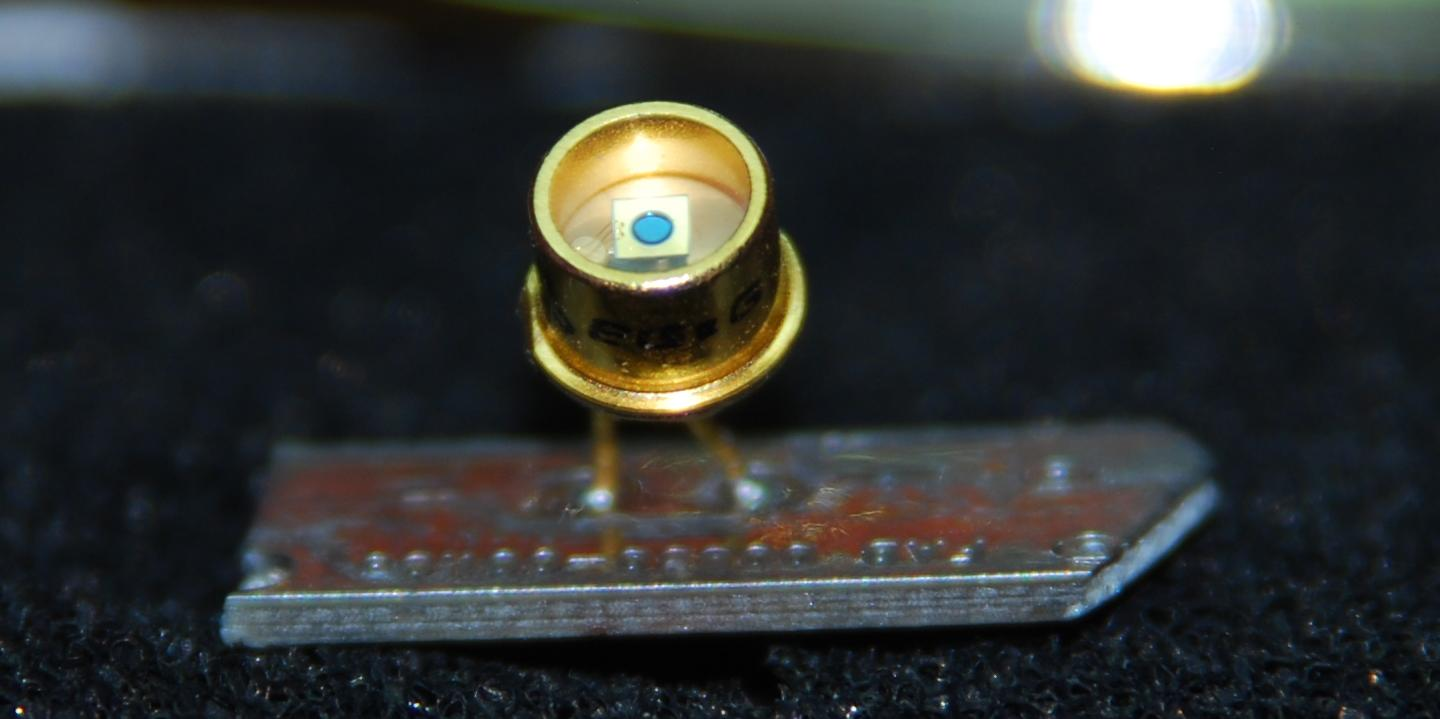
فوتودیود بهمنی

فوتودیود بهمنی (APD) (به انگلیسی: avalanche photodiode) یا دیودنوری بهمنی، نوعی فوتودیود بسیار حساس است که با استفاده از اثر فوتوالکتریک، نور را به جریان الکتریکی تبدیل می‌کند. اِی‌پی‌دی‌ را می‌توان به عنوان یک فوتودیود تصور کرد که در داخل آن یک طبقه بهره، در نتیجه فرایند ضرب بهمنی ایجاد می‌شود.

## نحوه عملکرد
هنگامی که یک فوتون نور وارد این فوتودیود می‌شود و با یکی از پیوندهای کووالانسی موجود بین اتم‌های نیم‌رسانا برخورد می‌کند، به‌علت دارا بودن انرژی بالا موجب شکستن پیوند و آزاد شدن یک الکترون و حفره می‌شود. الکترون ایجاد شده به علت وجود میدان الکتریکی قوی در داخل دیود، شتاب گرفته و با سرعت به سایر پیوندها برخورد کرده و یک الکترون جدید آزاد می‌شود و این چرخه تا قطع شدن نور ادامه دارد. بدین ترتیب به ازای یک فوتون ورودی چندین الکترون تولید می‌شود که از آن به عنوان تقویت یا بهره یاد می‌شود. در فوتودیود معمولی به ازای یک فوتون دریافتی، یک الکترون تولید می‌شود.
با اعمال ولتاژ معکوس بالا (۱۰۰ تا ۲۰۰ ولت در دیودهای سیلیسیومی)، بهره جریان داخلی زیادی (تقریباً ۱۰۰) در اثر ضرب بهمنی ایجاد می‌شود. همچنین در بعضی از اِی‌پی‌دی‌های سیلیکونی، از ناخالصی‌های جایگزین استفاده می‌شود که امکان افزایش ولتاژ معکوس تا ۱۵۰۰ ولت، بهره داخلی را به بالاتر از ۱۰۰۰ رساند. در حالت کلی هر چقدر ولتاژ معکوس افزایش یابد بهره داخلی نیز بیشتر می‌شود اما باید شکست دیود هم در نظر گرفته شود.
به علت اینکه بهره این فوتودیود وابسته به دما و ولتاژ معکوس اعمالی است لذا برای دستیابی به بهره ثابت، ولتاژ معکوس باید به طور دقیق کنترل شود.
یکی از کاربردهای این فوتودیود در فیبر نوری در سمت گیرنده است. سیگنال نوری ضعیفی که از فیبر خارج می‌شود، توسط اِی‌پی‌دی‌ یک مرحله تقویت شده و وارد طبقه بعدی می‌شود.